# N.E.R.D
N.E.R.D of N*E*R*D is een Amerikaanse rock-, funk- en hiphopband.
Pharrell Williams en Chad Hugo waren gecontracteerd door Teddy Riley bij Virgin Records als een duo: The Neptunes. Na het produceren van liedjes voor verschillende artiesten door de jaren heen vormden de duo de band met Shay Haley. N.E.R.D's debuutalbum, In search of..., verkocht 603.000 exemplaren in de Verenigde Staten. Het tweede album van N.E.R.D, Fly or die, verkocht daar 412.000 exemplaren.
In 2005 maakte N.E.R.D een einde aan hun contract met Virgin. Drie jaar later had de band een reünie met een contract onder Star Trak Entertainment. Het derde album van de band, Seeing sounds, verkocht 80.000 exemplaren in de Verenigde Staten in de eerste week.
De naam van de band is een acroniem van No One Ever Really Dies, zoals Pharrell Williams op zijn website verklaart:
"What does N.E.R.D stand for? N.E.R.D stands for No One Ever Really Dies. The Neptunes are who we are and N.E.R.D is what we do. It's our life. N.E.R.D is just a basic belief, man. People's energies are made of their souls. When you die, that energy may disperse but it isn't destroyed. Energy cannot be destroyed." 

## Biografie

### Vorming en eerdere carrière
Pharrell Williams en Chad Hugo leerden elkaar kennen op twaalfjarige leeftijd op een zomerkamp voor muzikanten, waar ze het beide niet naar hun zin hadden. In hun vrije tijd maakten ze beats en traden ze op met hun jeugdvriend Timbaland. Williams en Hugo leerden Shay Haley kennen op de middelbare school en begonnen samen op te treden. Het trio ging vaak naar Hugo's garage, waar ze beatboxten, terwijl Haley danste.

### 2001-2002:In search of...
Het debuutalbum van de band, In search of..., kwam in 2001 in Europa uit. Het album was geproduceerd door The Neptunes; ze gebruikten gelijksoortige digitale productietechnieken zoals ze deden voor andere artiesten. Maar de band wilde een ander soort geluid voor hun eigen album. Het album debuteerde op nummer 61 in de Billboard 200 en bereikte uiteindelijk plaats 56. Het album faalde wel vergeleken met het andere werk van The Neptunes. Het album verkocht 603.000 exemplaren in de Verenigde Staten en werd door RIAA als goud gecertificeerd.
De eerste single die N.E.R.D uitbracht in 2002 was Lapdance, dat een bescheiden hit werd in Nederland. De twee opvolgende nummers, Rockstar en Provider, kwamen echter niet verder dan de tipparade. Toch stond de band dat jaar in een uitverkochte Paradiso in Amsterdam.

### 2004-2008:Fly or dieenSeeing sounds
Bij het tweede album Fly or die (2004) werd gebruikgemaakt van dezelfde formule als op het debuutalbum. Het bevat tevens bijdragen van onder andere de broers Benji en Joel Madden van de punkrock-band Good Charlotte. Met de van dit album afkomstige single She wants to move brak N.E.R.D definitief in Nederland door. De band trad datzelfde jaar op op het jaarlijkse festival Pinkpop in Landgraaf. Ook stonden ze die zomer in de HMH in Amsterdam. De hieropvolgende single Maybe, waaraan Lenny Kravitz zijn medewerking verleende, belandde ook in de Top 40, hoewel het succes van She wants to move niet geëvenaard werd.
Hierna bleef het rondom de band lang stil, ook omdat Pharrell druk werkte aan zijn solocarrière. In 2007 werd echter bevestigd dat er toch een nieuw album zou komen en in het voorjaar van 2008 kwam dit er inderdaad. De titel van het nieuwe album was Seeing sounds Het was wederom een moeilijk in één stijl te omvatten album, met invloeden uit veel verschillende muziekstijlen. De muziek varieert van snerpende gitaarsolo's tot drum-'n-bass-achtige nummers. Het album bracht drie singles voort, namelijk Everyone nose, Spaz en Sooner or later. Tevens ging de band in 2008 toeren en deed zodoende vijf keer Nederland aan: Lowlands, de Melkweg en de HMH in Amsterdam en Club Watt in Rotterdam. Ook waren ze te zien in Tilburg bij Festival Mundial in 2010.

### 2010-2017:NothingenNo one ever really dies
In 2010 verscheen het vierde album Nothing, met daarop onder meer de single Hot-n-fun (een samenwerking met Nelly Furtado). Het album werd slechts een bescheiden succes. In 2015 maakte N.E.R.D drie nummers voor de film The SpongeBob Movie: Sponge Out of Water, waaronder de single Squeeze me. In december 2017 kwam een geheel nieuw album van de groep uit, genaamd No one ever really dies. Het met Rihanna opgenomen nummer Lemon werd hiervan de leadsingle.

## Discografie

### Albums
| Album met eventuele hitnotering(en) in de Nederlandse Album Top 100 | Datum van verschijnen | Datum van binnenkomst | Hoogste positie | Aantal weken | Opmerkingen |
| ------------------------------------------------------------------- | --------------------- | --------------------- | --------------- | ------------ | ----------- |
| In Search of...                                                     | 2002                  | 17-08-2002            | 34              | 25           |             |
| Fly or Die                                                          | 22-03-2004            | 03-04-2004            | 5               | 41           |             |
| Seeing Sounds                                                       | 06-06-2008            | 14-06-2008            | 14              | 14           |             |
| Nothing                                                             | 29-10-2010            | 06-11-2010            | 31              | 2            |             |
| No One Ever Really Dies                                             | 15-12-2017            | 23-12-2017            | 32              | 4            |             |

| Album met hitnotering(en) in de Vlaamse Ultratop 200 albums | Datum van verschijnen | Datum van binnenkomst | Hoogste positie | Aantal weken | Opmerkingen |
| ----------------------------------------------------------- | --------------------- | --------------------- | --------------- | ------------ | ----------- |
| Fly or Die                                                  | 2004                  | 27-03-2004            | 9               | 23           |             |
| Seeing Sounds                                               | 2008                  | 14-06-2008            | 35              | 11           |             |
| Nothing                                                     | 2010                  | 13-11-2010            | 56              | 1            |             |
| No One Ever Really Dies                                     | 2017                  | 23-12-2017            | 92              | 5            |             |

### Singles
| Single met eventuele hitnotering(en) in de Nederlandse Top 40 | Datum van verschijnen | Datum van binnenkomst | Hoogste positie | Aantal weken | Opmerkingen                                          |
| ------------------------------------------------------------- | --------------------- | --------------------- | --------------- | ------------ | ---------------------------------------------------- |
| Lapdance                                                      | 2001                  | 30-06-2001            | 22              | 4            | met Lee Harvey en Vita / Nr. 56 in de Single Top 100 |
| Rock Star                                                     | 2002                  | -                     |                 |              | Nr. 74 in de Single Top 100                          |
| Provider                                                      | 2002                  | 22-02-2003            | tip19           | -            | Nr. 95 in de Single Top 100                          |
| She Wants to Move                                             | 2004                  | 20-03-2004            | 10              | 11           | Nr. 8 in de Single Top 100                           |
| Maybe                                                         | 2004                  | 19-06-2004            | 34              | 6            | Nr. 37 in de Single Top 100                          |
| Hot-n-Fun                                                     | 05-07-2010            | -                     |                 |              | met Nelly Furtado / Nr. 88 in de Single Top 100      |
| Lemon                                                         | 2017                  | 11-11-2017            | tip9            | -            | met Rihanna / Nr. 87 in de Single Top 100            |

| Single met hitnotering(en) in de Vlaamse Ultratop 50                | Datum van verschijnen | Datum van binnenkomst | Hoogste positie | Aantal weken | Opmerkingen        |
| ------------------------------------------------------------------- | --------------------- | --------------------- | --------------- | ------------ | ------------------ |
| She Wants to Move                                                   | 2004                  | 30-04-2004            | 19              | 11           |                    |
| Maybe                                                               | 2004                  | 12-06-2004            | tip8            | -            |                    |
| Everyone Nose (All the Girls Standing in the Line for the Bathroom) | 2008                  | 28-06-2008            | tip15           | -            |                    |
| Hot-n-Fun                                                           | 2010                  | 21-08-2010            | 23              | 8            | met Nelly Furtado  |
| Hypnotize U                                                         | 18-10-2010            | 30-10-2010            | tip4            | -            |                    |
| Squeeze Me                                                          | 2015                  | 17-01-2015            | tip75           | -            |                    |
| Lemon                                                               | 2017                  | 11-11-2017            | tip7            | -            | met Rihanna        |
| Don't Don't Do It                                                   | 2017                  | 23-12-2017            | tip             | -            | met Kendrick Lamar |